# اولسنیس
اولسنیس (به آلمانی: Ulsnis) یک شهر در آلمان است که در اشلسویگ-فلنسبورگ واقع شده‌است. اولسنیس ۷۰۶ نفر جمعیت دارد.